# 朱塞佩·貝拉爾代利
朱塞佩·貝拉爾代利（意大利語：Giuseppe Berardelli，1947年8月21日—2020年3月15日），意大利天主教神父，伦巴第大区贝加莫省（意大利語：Bergamo）卡斯尼戈市（意大利語：Casnigo）的总司铎。

## 生平
1947年8月21日生於豐泰諾（意大利語：Fonteno）。1973年6月30日晋铎。三年來，他一直擔任該市聖朱塞佩（意大利語：San Giuseppe）堂區的司铎，隨後遷任至卡洛爾齊奧（意大利語：Calolzio）堂區，直到1984年，他被任命為加韋里納（意大利語：Gaverina）堂區的主任司铎。他一直服務該社區至1993年。後遷任至菲奧拉諾阿爾塞廖市（意大利語：Fiorano al Serio）并於2006年升任卡斯尼戈市的总司铎。
在歐洲新冠肺炎疫情肆虐下，貝拉爾代利亦被感染後，于3月15日至16日在洛韦雷（意大利語：Lovere）的一家医院去世。此前因当地的医疗体系不堪重負及呼吸机短缺，教區居民為他購買了呼吸機，但他反而轉送給了一名素未谋面的年轻患者續命。貝拉德利在沒有呼吸機下病情日漸惡化，數日後不治。

## 身後
当貝拉爾代利的棺木被送回卡斯尼戈市安葬时，居民们在窗口与阳台上用掌声送别。遵照政府的防疫要求，没有举行葬礼。

## 個人
貝拉爾代利生前經常喜歡駕駛一部紅色Guzzi Galletto摩托車，亦成為人們心目中形象。